# Runes (álbum)
Runes es el tercer álbum de estudio de la banda británica de metalcore Bury Tomorrow. El álbum fue lanzado el 26 de mayo de 2014 con el sello discográfico Nuclear Blast. Fue producido por Mike Curtis. El álbum lleva el nombre de Rune Poems y es el primero de la banda en presentar a Kristan Dawson, quien reemplazó al miembro fundador Mehdi Vismara como guitarrista principal en 2013.
La banda a menudo había hecho referencia a su afecto por Killswitch Engage y As I Lay Dying y la influencia que estas bandas tuvieron tanto en Runes como en la banda en su conjunto. La banda ha llegado incluso a decir que quieren "enarbolar la bandera" del metalcore de la vieja escuela.

## Lista de canciones
Toda la música compuesta por Bury Tomorrow. 
| N.º | Título                | Duración |  |
| 1.  | «Man on Fire»         | 4:01     |  |
| 2.  | «Shadow, a Creator»   | 4:39     |  |
| 3.  | «The Torch»           | 4:14     |  |
| 4.  | «Watcher»             | 4:44     |  |
| 5.  | «Our Gift»            | 3:36     |  |
| 6.  | «Darker Water»        | 3:19     |  |
| 7.  | «Another Journey»     | 3:10     |  |
| 8.  | «Under the Sun»       | 3:31     |  |
| 9.  | «Year of the Harvest» | 3:32     |  |
| 10. | «Garden of Thorns»    | 5:03     |  |
| 11. | «Divine Breath»       | 1:30     |  |
| 12. | «Of Glory»            | 4:32     |  |
| 13. | «Last of the Ice»     | 3:35     |  |

## Posicionamiento en lista
| Lista (2014)                            | Posición |
| --------------------------------------- | -------- |
| Reino Unido (UK Albums Chart)           | 34       |
| Reino Unido (UK Rock & Metal Albums)    | 1        |
| Estados Unidos (Top Heatseekers Albums) | 16       |

## Personal
Bury Tomorrow
- Winter-Bates - Voz gutural
- Kristan Dawson - guitarra principal
- Jason Cameron – guitarra rítmica, voz secundario
- Davyd Winter-Bates – bajo
- Adam Jackson - batería, percusión